# Eccidio di Avenza
L'eccidio di Avenza fu una strage nazista perpetrata nell'omonima frazione di Carrara il 10 novembre 1944 nel corso della quale furono uccisi undici civili inermi.

## Antefatti
Il 6 novembre 1944, dietro una delazione, i tedeschi catturarono diciotto partigiani nei dintorni di Carrara e li condussero in città per interrogarli e giustiziarli. Venuta a conoscenza del fatto, una formazione partigiana scese anch'essa a Carrara per cercare di liberare i prigionieri. La popolazione del centro affiancò i partigiani organizzando un'insurrezione. Consci dell'esplosività della situazione, i tedeschi abbandonarono Carrara ritirandosi verso la pianura costiera. Con loro erano stati condotti anche i diciotto prigionieri.
L'8 novembre iniziarono le trattative tra il CLN locale ed i tedeschi per uno scambio di prigionieri e la gestione del territorio carrarese. L'accordo temporaneo che ne scaturì lasciò il controllo di Carrara ai partigiani, mentre la pianura costiera con le frazioni di Avenza e Marina continuavano ad essere presidiate dai tedeschi.

## L'eccidio
Il 10 novembre ad Avenza, località che continuava ad essere sottoposta al controllo dei nazisti, un reparto di militari tedeschi rastrellò oltre settanta civili e ne fucilò undici. Alcune delle vittime furono uccise presso il ponte sul Carrione, altre invece lungo l'argine del torrente stesso.

## Le vittime
- Gino Brizzi
- Bernardo Bruschi
- Vittorio Genovesi
- Paolo Mannini
- Giuseppe Primino Marchi
- Angelo Menconi
- Argante Orsini
- Umberto Pisani
- Guido Pucciarelli
- Ferdinando Tenerani